# Décès en mai 1933
Décès
- 1929
- 1930
- 1931
- 1932
- 1933
- 1934
- 1935
- 1936
- 1937

Pour une information complémentaire, voir la page d'aide.

| Date   | Nom               | Pays                   | Activités                       | Âge | Source |
| ------ | ----------------- | ---------------------- | ------------------------------- | --- | ------ |
| 22 mai | Ștefan Dimitrescu | Drapeau de la Roumanie | Peintre et dessinateur roumain. | 47  |        |